# دایان اودل
دایان اودل (انگلیسی: Dianne Odell; ۱۳ فوریهٔ ۱۹۴۷ – ۲۹ مهٔ ۲۰۰۸) زنی اهل تنسی بود که بیشتر عمر خود را در یک ونتیلاتور آهنی (iron lung) گذراند. او در سال ۱۹۵۰ در سن ۳ سالگی به فلج اطفال مبتلا شد و تا آخر عمر در یک ونتیلاتور آهنی زندانی بود. به دلیل نقص مادرزادی ستون فقرات ناشی از فلج اطفال، او قادر به تغییر به دستگاه تنفس قابل حمل معرفی شده در اواخر دهه ۱۹۵۰ نبود. اودل در جوانی وضعیتش آنقدر شدید نبود و می‌توانست دوره‌های کوتاهی را خارج از دستگاه بگذراند تا اینکه در دهه ۲۰ زندگی خود به بعد نیاز داشت که ۲۴ ساعته در آن باشد. پرستاران می‌توانستند ملحفه‌های اودل را از ونتیلاتور آهنی او بیرون بکشند تا به مراقبت‌های پرستاری اولیه بپردازند.
دیان اودل یکی از طولانی‌ترین کاربران ونتیلاتور آهنی بود که نزدیک به ۶۰ سال در آن اسیر بود. تا سال ۲۰۱۸، تنها ۳ نفر در ایالات متحده هنوز به ونتیلاتور آهنی متکی هستند. ونتیلاتور آهنی اودل که هفت فوت طول و ۷۵۰ پوند وزن داشت، فشارهای مثبت و منفی تولید می‌کرد که هوا را به ریه‌هایش می‌فرستاد و سپس آن را بیرون می‌داد. او به پشت خوابیده بود و فقط سرش بیرون بود و از طریق آینه کج با بازدیدکنندگان تماس چشمی برقرار می‌کرد. او می‌توانست با یک لوله کوچک برای دمیدن تلویزیون را کنترل کند. او توسط والدینش، سایر اعضای خانواده و پرستاران یک بنیاد غیرانتفاعی مراقبت می‌شد.
دیان اودل علیرغم شرایطش در زندگی خود موفقیت‌های بسیاری کسب کرد. اگرچه او نمی‌توانست به دبیرستان برود، تحصیلات خود را با آوردن تکالیف مدرسه توسط همکلاسی‌ها یا معلمانش به خانه‌اش به پایان رساند، جایی که او پاسخ‌ها را با ضبط صدا می‌خواند یا دوستان یا خانواده‌اش برای او تایپ می‌کردند. او همچنین یادگرفت با انگشتان پایش بنویسد. او در سال ۱۹۶۵ از دبیرستان فارغ‌التحصیل شد و متعاقباً دوره‌های دانشگاهی از دانشگاه آزاد-هاردمکن را به صورت دورخوان گذراند. اگرچه او نتوانست مدرک تحصیلی کسب کند، اما در سال ۱۹۸۷ مدرک افتخاری دریافت کرد. در سال ۱۹۹۲، اودل در مجله زنان جهان مورد اشاره قرار گرفت و جایزه Paul Harris Fellow را از Rotary Club Jackson دریافت کرد.
در سال ۱۹۹۱، اودل با استفاده از یک کامپیوتر با فعال‌سازی صدا شروع به نوشتن کتابی برای کودکان کرد؛ این کار حدود ۱۰ سال طول کشید. این کتاب که در سال ۲۰۰۱ منتشر شد، نام این کتاب "Blinky, Less Light" بود و حدود ۵۰۰۰ نسخه از آن به فروش رفت.. اندکی پس از انتشار کتاب، اودل در یک جشن کریسمس با معاون رئیس‌جمهور سابق ال گور دیدار کرد. این کتاب به‌طور خلاصه توسط بازیگر زن جین سیمور در اثر سال ۲۰۰۴ خود با عنوان "تغییرات قابل توجه: تبدیل چالش‌های زندگی به فرصت هاً مورد اشاره قرار گرفته‌است.. اودل برای اولین بار در سال ۲۰۰۳ با سیمور ملاقات کرد، که او را نیز به کریستوفر ریو معرفی کرد.
در مصاحبه ای با خبرگزاری آسوشیتدپرس در سال ۲۰۰۱، اودل گفت که کتاب کودکانه خود را نوشته‌است تا به جوانان، به ویژه کسانی که دارای ناتوانی جسمی هستند، نشان دهد که هرگز نباید تسلیم شوند.
هزینه‌های پزشکی او حدود ۶۰۰۰۰ دلار در سال بود. با این حال، خانواده اش از بستری کردن او خودداری کردند. برای کمک به خانواده، بنیاد West Tennessee Healthcare Foundation و کلیسای Campbell Street Church of Christ صندوق Dianne Odell را تأسیس کردند. در سال ۲۰۰۱، یک وب سایت راه اندازی شد تا کاربران را با بیوگرافی کوتاهی از اودل آشنا کند و به آنها امکان می‌دهد پول یا خدمات را به منظور کمک به مراقبت او اهدا کنند.[۱] همچنین تعدادی از رویدادها برای جمع‌آوری کمک مالی برگزار شد که برخی از آنها با حضور سلبریتی‌ها بود تا او بتواند در خانه بماند.
در ۱۷ فوریه ۲۰۰۷، کمی پس از تولد ۶۰ سالگی او، اودل به‌طور موقت به The New Southern Hotel در جاکسون نقل مکان کرد تا جشن‌هایی را با حضور حدود ۲۰۰ مهمان برگزار کند و یک کیک تولد ۹ فوتی (۲٫۷ متر) دریافت کند. او همچنین از سراسر کشور نامه‌ها و آرزوهای خوب دریافت کرد. همان ماه، یک گروه فیلمبرداری آلمانی برای تهیه داستانی در مورد زندگی او با او ملاقات کرد.
زندگی اودل در سال‌های ۱۹۵۷ و ۱۹۷۴ به دلیل قطعی برق و خاموش شدن دستگاه تنفس مصنوعی‌اش به خطر افتاد. با این حال، او با کمک خانواده‌اش که تا زمان بازگشت برق دستگاه تنفس مصنوعی را به صورت دستی کار می‌کردند، زنده ماند. در سال ۱۹۹۵، اداره برق دره تنسی به خانواده اودل یک ژنراتور بزرگ که قادر به تأمین برق کل خانه در صورت قطعی برق آینده بود، هدیه داد.
دیان اودل در ۲۸ مه ۲۰۰۸، در سن ۶۱ سالگی درگذشت. قطع برق و از کار افتادن یک ژنراتور اضطراری عملکرد دستگاه تنفس او را قطع کرد. اعضای خانواده تلاش کردند از پمپ دستی اضطراری متصل به دستگاه ونتیلاتور آهنی استفاده کنند تا او را زنده نگه دارند، اما تلاش آنها بی‌نتیجه بود. ref name=JS1/>